# Бабине (Хмельницький район)
Ба́бине — село в Україні, у Старосинявській селищній громаді Хмельницький району Хмельницької області. Населення становить 695 осіб.

## Історія
7 (20) листопада 1917 року, відповідно до Третього Універсалу Української Центральної Ради, увійшло до складу Української Народної Республіки.
Під час організованого радянською владою Голодомору 1932—1933 років померло щонайменше 216 жителів села.
12 червня 2020 року, відповідно до розпорядження Кабінету Міністрів України № 727-р «Про визначення адміністративних центрів та затвердження територій територіальних громад Хмельницької області», увійшло до складу Старосинявської селищної громади.
19 липня 2020 року, в результаті адміністративно-територіальної реформи та ліквідації Старосинявського району, село увійшло до складу новоутвореного Хмельницького району.

## Населення
Згідно з переписом УРСР 1989 року чисельність наявного населення села становила 812 осіб, з яких 369 чоловіків та 443 жінки.
За переписом населення України 2001 року в селі мешкали 693 особи.

### Мова
Розподіл населення за рідною мовою за даними перепису 2001 року:
| Мова       | Кількість | Відсоток |
| ---------- | --------- | -------- |
| українська | 690       | 99.28%   |
| російська  | 5         | 0.72%    |
| Усього     | 695       | 100%     |

## Персоналії
- Северин Букар
- Мороз Микола Миколайович (1982—2023) — солдат Збройних сил України, учасник російсько-української війни.